# هيكارو هيرونيوا
هيكارو هيرونيوا (باليابانية: 広庭 輝) (5 يوليو 1985 في كاتسوشيكا في اليابان – )؛ هو لاعب كرة قدم ياباني سابق كان يلعب كلاعب وسط.

## وصلات خارجية
- هيكارو هيرونيوا على موقع رابطة كرة القدم اليابانية للمحترفين (اليابانية)